# Asadeteva afghana
Asadeteva afghana är en insektsart som beskrevs av U. Aspöck och H. Aspöck 1981. Asadeteva afghana ingår i släktet Asadeteva och familjen Berothidae. Inga underarter finns listade i Catalogue of Life.